# Chiroteuthoides
Chiroteuthoides is een geslacht van inktvissen uit de  familie van de Chiroteuthidae.

## Soort

### Taxon inquirendum
- Chiroteuthoides hastula Berry, 1920